# آیونیس‌اکس
آیونیس‌اکس (انگلیسی: IONISx) شرکت خدمات آموزشی فرانسوی است، که در سال ۲۰۱۳ تأسیس شد.